# Спейсшипуан
SpaceShipOne (в превод буквално КосмическиКорабЕдно) е експериментален суборбитален ракетоплан, изстрелван от самолет. Създаден е от Scaled Composites, компания, базирана в град Мохаве, щата Калифорния, САЩ.
На 20 май 2003 г. е извършен първият пробен полет, без човек на борда. SpaceShipOne става известен с това, че на 21 юни 2004 г. прави първия частно финансиран космически полет с човек на борда, а на 4 октомври същата година спечелва наградата Ansary X Prize, достигайки два пъти височина от 100 km в рамките на период от две седмици.
Постиженията на SpaceShipOne са сравними повече с тези на ракетоплана X-15, а не толкова с орбитални космически кораби като космическите совалки. Основната разлика е в това, че SpaceShipOne не влиза в околоземна орбита като совалките, въпреки че преминава височината от 100 km, считана за условна граница между Земята и Космоса, което го прави по определение космически кораб.
Разработката на SpaceShipOne е струвала 25 милиона долара, спонсорирана предимно от Пол Алън, един от съоснователите на Microsoft.

## Спецификация

### Общи характеристики
- Екипаж: един, пилот
- Капацитет: 2 пътници
- Дължина: 8,05 m
- Ширина с крилата: 8,05 m
- Височина: 2,7 m
- Площ на крилата:15 m²
- Празна маса: 1200 kg
- Максимална маса:3600 kg
- Двигател: 1 × N2O/HTPB SpaceDev Hybrid rocket motor, 7,500 kgf (74 kN)
- Isp: 250 s (2450 Ns/kg)
- Време на горене: 87 секунди
- Aspect Ratio: 1,6
- Максимална скорост: 3,09 Mach (3518 km/h)
- Обхват: 65 km
- Оперативен таван:112 000 m
- Темп на изкачване: 416,6 m/s
- Натоварване на крилото: 240 kg/m²
- Тяга/Тегло: 2,08